# Instant Clarity
Instant Clarity es un álbum de Michael Kiske lanzado en 1996.
Fue su primer álbum en solitario. Fue publicado nuevamente en 2006, conteniendo cuatro bonus tracks. La canción Always está dedicada a Ingo Schwichtenberg, el exbaterista de Helloween que se suicidó en 1995.

## Créditos

### Miembros de la banda
- Michael Kiske – Voces, Guitarra, Teclado, efectos de sonidos
- Ciriaco Taraxes – Guitarra
- Jens Mencl – Bajo
- Kay Rudi Wolke – Batería

### Músicos invitados
- Kai Hansen – Guitarra
- Adrian Smith – Guitarra
- Norbert Krietemeyer – Flauta

### Listado de canciones
```
   * 01.Be True To Yourself
   * 02.The Calling
   * 03.Somebody Somewhere
   * 04.Burned Out
   * 05.New Horizons
   * 06.Hunted
   * 07.Always
   * 08.Thanx A Lot
   * 09.Time's Passing By
   * 10.So Sick
   * 11.Do I Remember A Life?
   * 12.A Song Is Just A Moment (Japanese Bonus Track)
```

### INSTANT CLARITY REISSUE
```
   * 13.I Don't Deserve Love (Bonus)
   * 14.Sacred Grounds (Bonus)
   * 15.Can't Tell (Bonus)
```

- Datos: Q2295391